# Argyrophis oatesii
Espèce
Synonymes
- Typhlops oatesii Boulenger, 1890
- Asiatyphlops oatesii (Boulenger, 1890)

Statut de conservation UICN

 DD  : Données insuffisantes
Argyrophis oatesii est une espèce de serpents de la famille des Typhlopidae. 

## Répartition
Cette espèce se rencontre :
- en Birmanie dans les îles Coco ;
- en Inde dans les îles Andaman.

## Description
L'holotype d'Argyrophis oatesii mesure 203 mm. Cette espèce présente une couleur jaunâtre.

## Étymologie
Cette espèce est nommée en l'honneur d'Eugene William Oates qui a fourni les premiers spécimens,.

## Publication originale
- Boulenger, 1890 : The Fauna of British India, Including Ceylon and Burma. Reptilia and Batrachia, p. 1-541 (texte intégral).